# Cảnh sát mật
Cảnh sát mật (hoặc cảnh sát chính trị) đề cập đến các cơ quan tình báo, an ninh hoặc cảnh sát tham gia vào các hoạt động bí mật chống lại các đối thủ chính trị của chính phủ. Các tổ chức cảnh sát bí mật là đặc trưng của các chế độ độc tài. Được sử dụng để bảo vệ quyền lực chính trị của một nhà độc tài hay chế độ độc tài, cảnh sát bí mật hoạt động bên ngoài pháp luật và được sử dụng để đàn áp những người bất đồng chính kiến và làm suy yếu phe đối lập chính trị, thường xuyên với bạo lực.

## Lịch sử
Cảnh sát bí mật có nguồn gốc từ Trung Quốc vào thời nhà Minh,sau đó là xứ châu Âu thế kỷ XVIII sau cuộc cách mạng Pháp, khi các hoạt động như vậy được thành lập trong một nỗ lực để phát hiện bất kỳ âm mưu có thể có hoặc lật đổ cách mạng. Đỉnh cao của các hoạt động cảnh sát bí mật ở phần lớn châu Âu là 1815 đến 1860, "khi các hạn chế về bỏ phiếu, hội họp, hiệp hội, công đoàn và báo chí quá nghiêm trọng ở hầu hết các nước châu Âu mà các nhóm đối lập bị buộc phải tham gia vào các hoạt động âm mưu." Cảnh sát bí mật của Đế chế Áo đặc biệt khét tiếng trong thời kỳ này. Sau năm 1860, việc sử dụng cảnh sát mật đã giảm do tự do hóa gia tăng, ngoại trừ các chế độ độc tài như Đế quốc Nga.
Trong Đế quốc Nga, lực lượng cảnh sát mật là phần thứ ba của Hoàng gia Chancery và sau đó là Okhrana. Sau Cách mạng Nga, Liên Xô đã thành lập NKVD, NKGB, MVD, và KGB.
Ở Đức Quốc Xã, Geheimstaatspolizei (Cảnh sát Tiểu bang Bí mật, Gestapo) (1933-1945) đã được sử dụng để loại bỏ sự phản đối; là một phần của Văn phòng an ninh chính Reich, nó cũng là một tổ chức quan trọng của Holocaust. Mặc dù Gestapo có số lượng thành viên tương đối nhỏ (32.000 vào năm 1944), "nó tối đa hóa những nguồn tài nguyên nhỏ này thông qua người cung cấp thông tin và một số lượng lớn tố cáo từ dân địa phương." Sau thất bại của Đức Quốc Xã, cảnh sát mật vụ Đông Đức, Stasi, cũng đã sử dụng rộng rãi mạng lưới thông tin dân sự rộng lớn.

## Chức năng và phương thức
Ilan Berman và J. Michael Waller mô tả cảnh sát bí mật là trung tâm của các chế độ độc tài, toàn trị, chuyên chế và "một thiết bị không thể thiếu cho việc củng cố quyền lực, trung hòa phe đối lập và xây dựng nhà nước độc đảng(Ví dụ ngày nay là chính quyền cộng sản tại 5 nước là Trung Quốc,Việt Nam,Bắc Triều Tiên,Lào và Cuba)." Ngoài các hoạt động này, cảnh sát mật cũng có thể chịu trách nhiệm về các nhiệm vụ không liên quan đến việc đàn áp nội bộ, chẳng hạn như thu thập tình báo nước ngoài, tham gia phản đối, tổ chức an ninh biên giới và bảo vệ các tòa nhà và quan chức chính phủ. Lực lượng cảnh sát bí mật đôi khi chịu đựng ngay cả sau sự sụp đổ của chế độ độc tài.
Sự giam giữ tùy tiện, bắt cóc và mất tích cưỡng bức, tra tấn, và ám sát là tất cả các công cụ được cảnh sát bí mật sử dụng "để ngăn chặn, điều tra hoặc trừng phạt (thực hay tưởng tượng)." Bởi vì cảnh sát mật thường hành động với sức mạnh tùy ý tuyệt vời "để quyết định tội phạm là gì" và là một công cụ được sử dụng để nhắm mục tiêu đối thủ chính trị, họ hoạt động bên ngoài hiến pháp và luật pháp.
Những người bị cảnh sát bí mật bắt giữ thường tùy tiện tự ý bắt giữ và giam giữ mà không có thủ tục tố tụng. Trong khi bị giam giữ, những người bị bắt có thể là tra tấn hoặc bị đối xử vô nhân đạo. Nghi phạm có thể không nhận được xét xử công khai, và thay vào đó có thể bị kết án trong một phiên tòa kangaroo - phong cách phiên tòa dàn dựng, hoặc bởi một tòa án bí mật. Cảnh sát bí mật được biết là đã sử dụng những cách tiếp cận này trong lịch sử bao gồm cảnh sát mật của Đông Đức (Bộ An ninh Nhà nước hoặc Stasi) và Bồ Đào Nha PIDE.